# Jurassic World: Bukott birodalom
A Jurassic World: Bukott birodalom (eredeti cím: Jurassic World: Fallen Kingdom) 2018-ban bemutatott amerikai tudományos-fantasztikus kalandfilm. A Jurassic Park filmsorozat ötödik része, a 2015-ös Jurassic World folytatása.
A film munkálataiban Steven Spielberg mint vezető producer vett részt. A filmet Hawaiin, Kauai szigetén forgatták. A régi szereplőgárdákból csak B. D. Wong, mint Dr. Henry Wu, valamint Jeff Goldblum, mint Ian Malcolm tért vissza.
A film első előzetese 2017. december 7-én érkezett meg, vegyes kritikákat kiváltva. A második előzetes 2018. február 4-én debütált, javarészt pozitív visszajelzésekkel.

## Rövid történet
Amikor a sziget szunnyadó vulkánja életre kel, Owen és Claire akcióba kezd, hogy megmentsék a megmaradt dinoszauruszokat ettől a kihalási szintű eseménytől.

## Cselekmény
Az előző filmben megismert Owen Grady (Chris Pratt) és Claire Dearing (Bryce Dallas Howard) egy négyfős csapat élén felkerekedik, hogy visszatérjenek a dinoszauruszok uralma alá került Isla Nublarra, ahol egy vulkán készül kitörni, ami miatt a sziget várhatóan megsemmisül. Útjukat egy idős milliomos pénzeli, azonban fiatal unokaöccsének is jelentős beleszólása van a dologba. Számára a küldetés inkább egy jövedelmező vállalkozás, aminek a végén az őslényeket egyenként elárverezik unatkozó milliomosok számára. Közben a birtokon létrehoztak egy új hibrid fajt – az Indoraptort, amit kiválóan lehet használni harctéri körülmények között.
A kis tudóscsoport elhatározza, hogy kimenti az őslényeket a biztos halálból. De – ahogyan arra dr. Ian Malcolm (Jeff Goldblum) is rávilágít – érdemes-e a már korábban kipusztult fajokat megmenteni? Az amerikai törvényhozás nem támogatja az állatok megmentését, mivel azok lényegében egy üzleti magánvállalkozás révén maradtak a szigeten.
A tudóscsoport rájön, hogy a szigeten egy zsoldoscsapat irányítja a „mentést”, ami a fontosabb fajok ketrecbe zárását jelenti. Amikor ellentét kerül felszínre köztük, a katonai parancsnok simán lelövi Owen Grady-t egy altatólövedékkel és a sorsára hagyja a láva nyomulásának területén. Őrá csak azért volt (átmenetileg) szükségük, mert az általa megszelídített, „Kék” nevű velociraptort nélküle képtelenek voltak bekeríteni és elfogni, de szükségük volt egy idomított példányra az Indoraptor betanításához.
A kis tudóscsapat titokban felmegy a hajóra, amin az állatokat szállítják. A velociraptornak vérátömlesztésre van szüksége (mert egy pisztolygolyót kell kioperálni a testéből), ehhez egy elkábított T-rex-től vesznek vért.
Csodálkozva veszik észre, hogy nem a milliomos által megjelölt lakatlan sziget az út végcélja, hanem a Lockwood-birtok, ahol az őslényeket a pincében elhelyezett ketrecekbe zárják.
Owen és Claire egy stygimoloch segítségével kiszabadulnak a ketrecükből, és rádöbbennek, hogy az árverés már meg is kezdődött. A kiszabadult stygimoloch nagy felfordulást okoz, mert bár nem húsevő, de szereti felöklelni az embereket. Amikor emiatt az árverés fejvesztett menekülésbe megy át és véget ér, a kis tudóscsapat és Lockwood unokája (akiről kiderül, hogy valójában Lockwood lányának klónja) szabadon engedi a többi dinoszauruszt.

## Szereplők
| Szereplő                   | Színész             | Magyar hang             |
| -------------------------- | ------------------- | ----------------------- |
| Owen Grady                 | Chris Pratt         | Miller Zoltán           |
| Claire Dearing             | Bryce Dallas Howard | Ruttkay Laura           |
| Maisie Lockwood            | Isabella Sermon     | Dolmány-Bogdányi Korina |
| Eli Mills                  | Rafe Spall          | Szatory Dávid           |
| Ken Wheatley               | Ted Levine          | Barbinek Péter          |
| Zia Rodriguez              | Daniella Pineda     | Csuha Bori              |
| Benjamin Lockwood          | James Cromwell      | Szélyes Imre            |
| Ian Malcolm                | Jeff Goldblum       | Szabó Sipos Barnabás    |
| Gunnar Eversoll            | Toby Jones          | Gyabronka József        |
| Dr. Henry Wu               | BD Wong             | Epres Attila            |
| Franklin Webb              | Justice Smith       | Penke Bence             |
| Iris                       | Geraldine Chaplin   | Borbás Gabi             |
| Sherwood szenátor          | Peter Jason         | Kajtár Róbert           |
| Technikus                  | Robert Emms         | Szatmári Attila         |
| Tengeralattjáró kormányosa | Kevin Layne         | Varga Rókus             |
| Orosz maffiózó             | Alex Dower          | Sarádi Zsolt            |
| Helikopterpilóta           | Sam Redford         | Turi Bálint             |
| BBC bemondó                | Philippa Thomas     | Orosz Anna              |
| Bizottsági elnök           | Corey Peterson      | Csuha Lajos             |

## Dinoszauruszok a filmben
- Tyrannosaurus rex
- Brachiosaurus
- Velociraptor
- Triceratops
- Allosaurus (Juvenilis-fiatal példány)
- Ankylosaurus
- Baryonyx
- Pteranodon
- Mosasaurus
- Compsognathus (Compy)
- Sinoceratops
- Apatosaurus
- Gallimimus
- Stygimoloch
- Carnotaurus
- Stegosaurus
- Parasaurolophus
- Indoraptor (Fiktív faj)
- Dilophosaurus (Hang, illetve szobor a Lockwood birtokon)
- Teratophoneus (Csontváz a Lockwood birtokon, illetve egy közelebbről nem azonosítható tetem)
- Kosmoceratops (Csontváz a Lockwood birtokon)
- Protoceratops (Csontváz a Lockwood birtokon)
- Peloroplites (Csontváz a szigeten és a Lockwood birtokon)
- Dracorex (szobor a Lockwood birtokon)
- Concavenator (szobor a Lockwood birtokon)